# HMAS Perth (1934)
HMAS Perth was een lichte kruiser van de Leanderklasse die dienst deed bij de Britse marine en tijdens de Tweede Wereldoorlog voor de Australische marine.

## Ontwerp

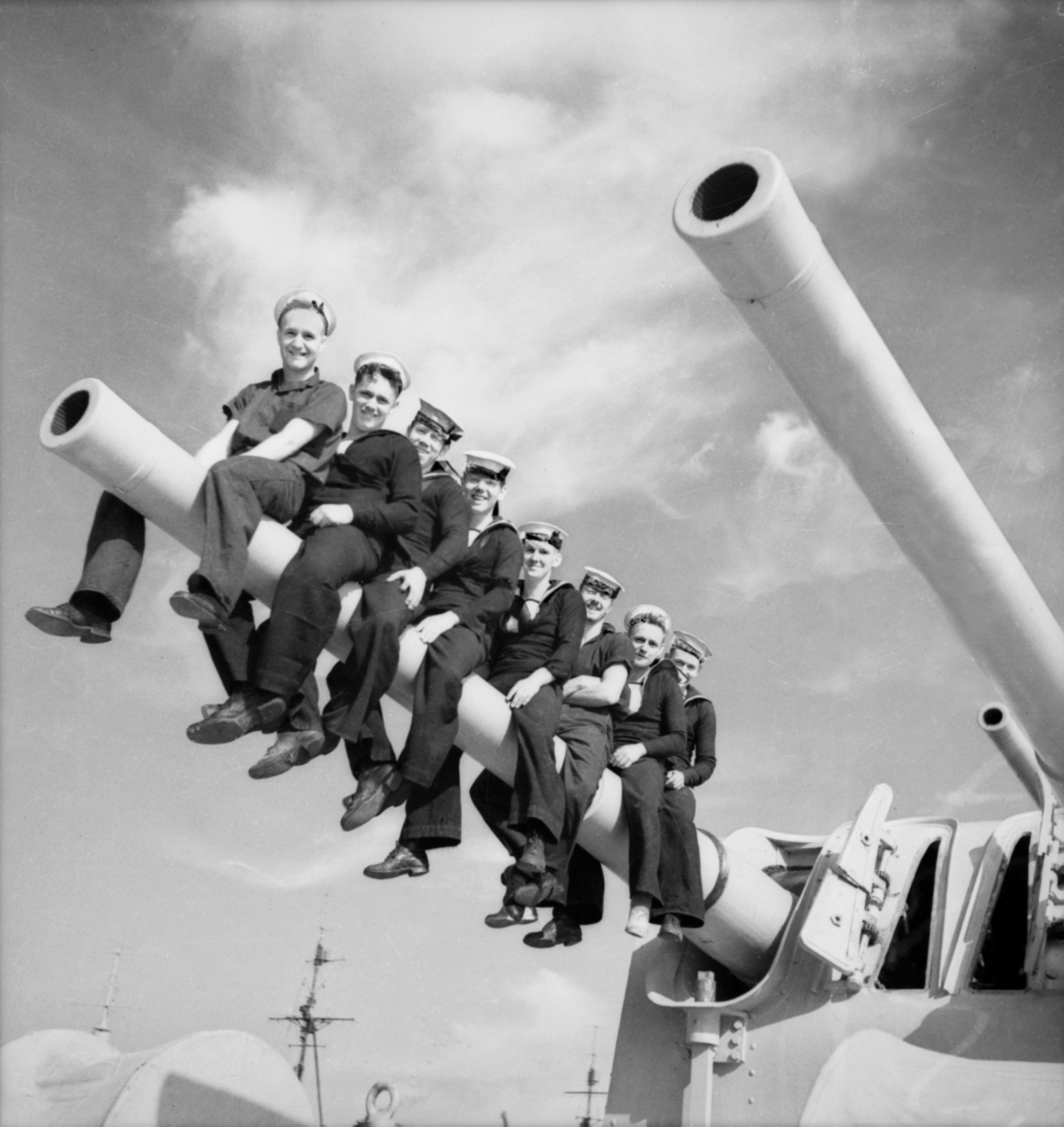
Matrozen op een van de 152mm-kanonnen.

HMAS Perth werd rond 1932 besteld door de Britse marine onder de naam HMS Amphion. Op 26 juni 1933 werd de kiel gelegd en op 27 juli 1934 werd het schip te water geplaatst. In 1939 werd het verkocht aan de Australische marine. Het schip had een waterverplaatsing van 6.830 ton, een lengte van 171,40 meter, een breedte van 17,30 meter en een dieptegang van 6 meter. De voorstuwing bestond uit vier Parson turbines, vier Admiralty ketels en vier schachten, die het schip van een kracht van 54.000Kw voorzagen. Hiermee kon de kruiser een snelheid van 31,7 knopen halen, waarmee het 3.300 kilometer kon afleggen. Op kruissnelheid, wat 22,7 knopen was, kon het schip 11.220 kilometer afleggen.
De hoofdbewapening van HMAS Perth bestond uit acht 150mm-kanonnen, acht 102mm-kanonnen, twaalf 12,7mm-machinegeweren, tien 7,7mm-machinegeweren en acht torpedobuizen van 533 mm. Dit maakte haar een aanzienlijk zwaarbewapende lichte kruiser. Ter vergelijking; de zwaarst bewapende Nederlandse lichte kruiser, de Hr.Ms. Java, had tien 150mm-kanonnen en acht 40mm-kanonnen.

## Inzet
HMAS Perth is veelvoudig ingezet tijdens de Tweede Wereldoorlog. Hieronder een klein overzicht:
- Gedurende januari 1941 patrouilleerde Perth rond Griekenland.
- Gedurende maart 1941 verrichtte Perth enkele troepentransporten in verband met Operatie Lustre.
- Op de nacht van 28-29 maart 1941 speelde Perth een rol bij de Slag bij Kaap Matapan. Het kwam in confrontatie met Italiaanse kruisers en slagschepen.
- In mei 1941 participeerde Perth aan de Landing op Kreta. Op 30 mei werd het gebombardeerd. Één projectiel kwam in een machinekamer terecht, waardoor 4 matrozen en 9 soldaten sneuvelden.
- Gedurende juni en juli 1941 participeerde Perth aan Operatie Exporter. Hierna werd het afgelost doos zusterschip Hobart.
- Op 15 februari 1942 kwam Perth in Nederlands-Indië aan, waar het zich bij het ABDA eskader onder leiding van Karel Doorman voegde.
- Op 27 februari 1942 vocht Perth bij de Slag in de Javazee. Het schip verliet met de Amerikaanse USS Houston als laatste het strijdtoneel.
- Op de nacht van 28-29 februari, bij de Slag in de Straat van Soenda, werd Perth fataal geraakt door 4 Japanse torpedo's. 353 opvarenden sneuvelden. De overlevenden werden vervolgens opgepikt en gevangengenomen door de Japanners, die hen afvoerden naar de gevangenis in Serang.

## Berging
In het najaar van 2013 kwamen duikers erachter dat het wrak van Perth geborgen was door een (onbekend) Indonesisch bedrijf. Rapporten in september gaven aan dat met kranen uitgeruste schepen het grootste deel van de bovenbouw van het wrak, de geschutstorens aan de voorkant en de opbouw aan de voorkant hadden verwijderd en dat explosieven zijn gebruikt om het schip te breken voor een eenvoudigere berging. Deze acties hebben de structurele integriteit van het wrak aangetast en mogelijk munitie en olietanks blootgelegd. Het wrak van Perth is geen beschermd oorlogsgraf, noch door het UNESCO-verdrag inzake de bescherming van het cultureel erfgoed onder water,  noch door wetgeving in beide landen. Desondanks zorgde het voor internationale spanningen, mede door de Australische spionage in Indonesië die eerder dat jaar bekend werd.

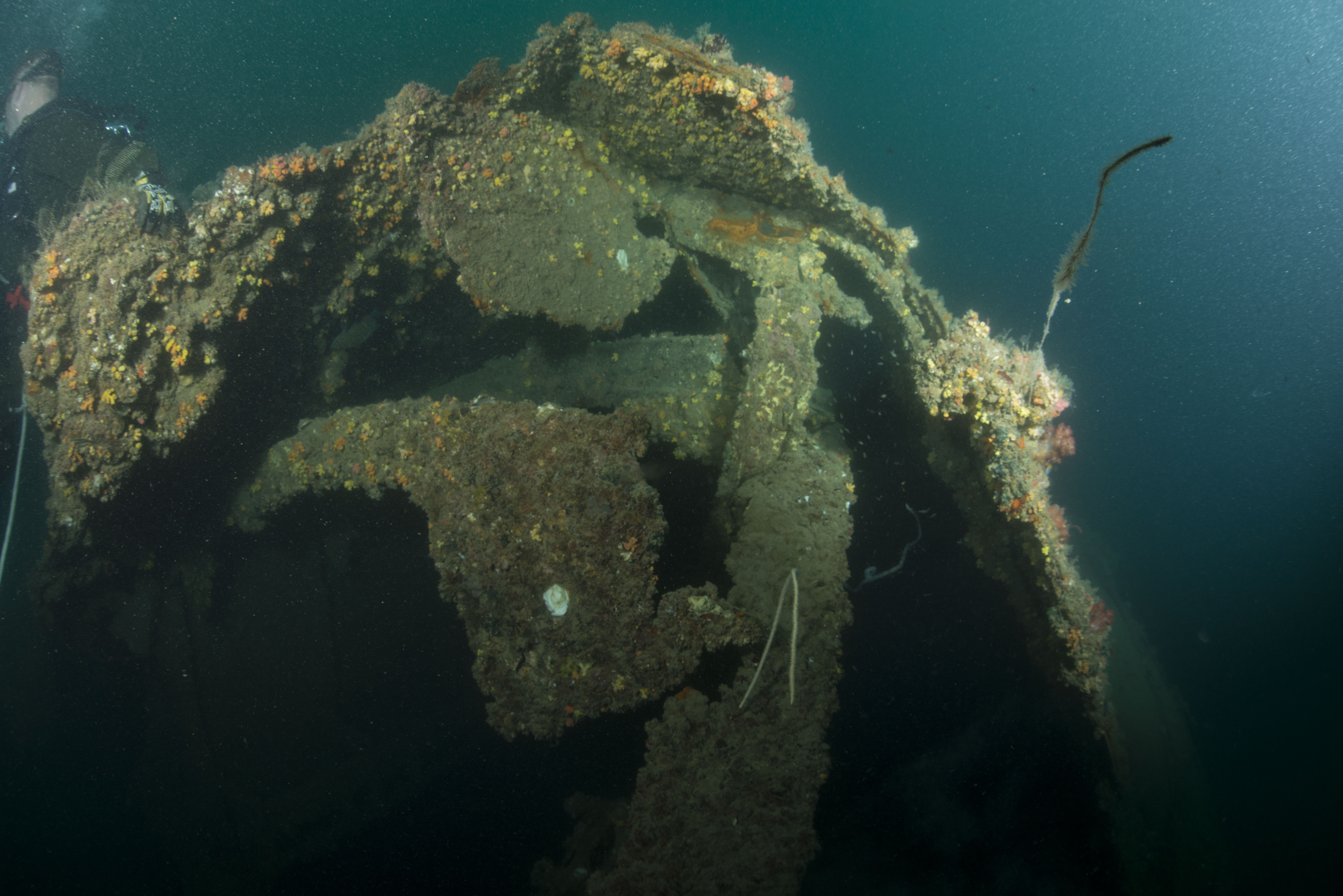
Het wrak van Perth.